# پایگاه فضایی بایکونور

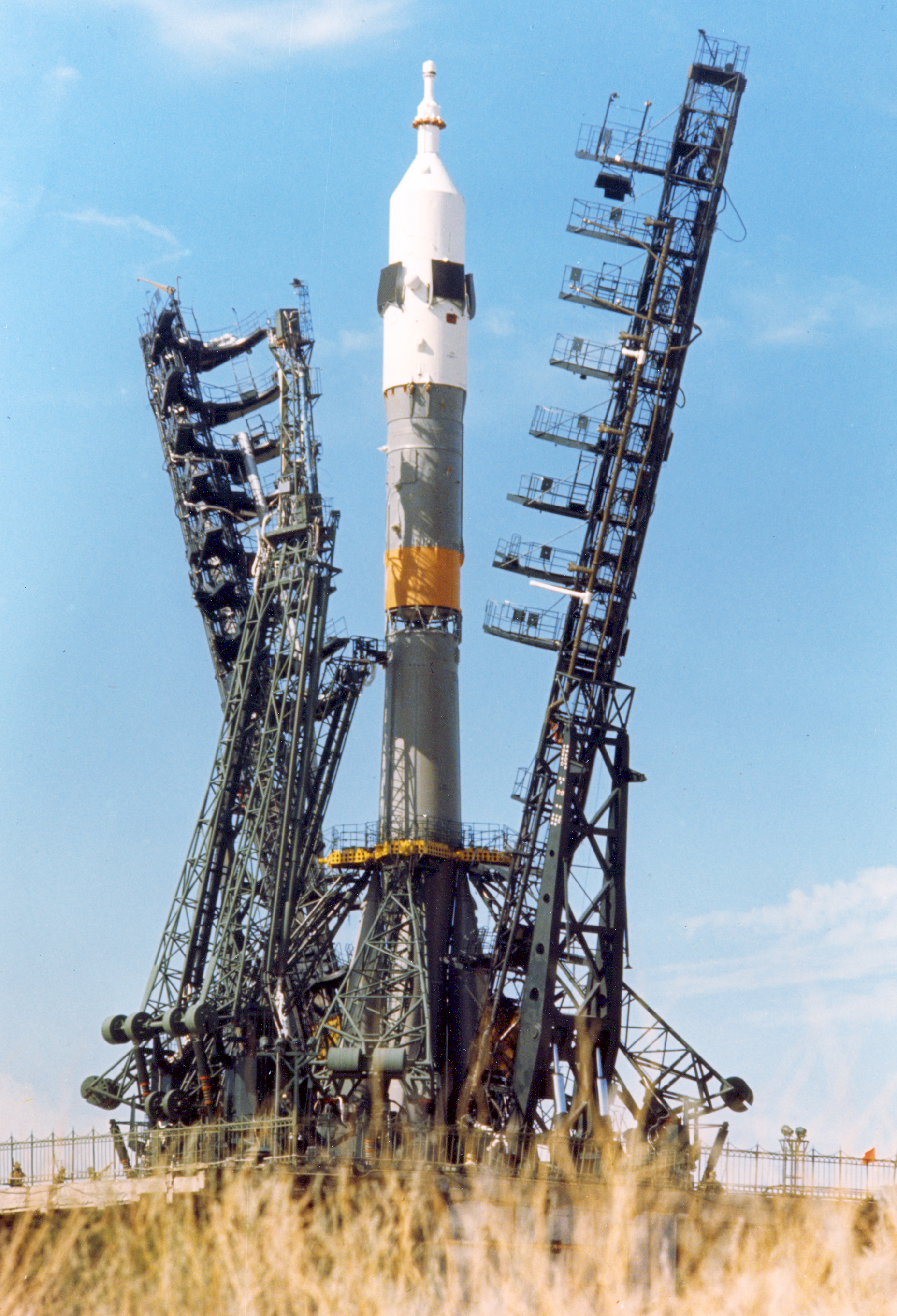
پرتاب موشک و فضاپیمای موشک سایوز در ۱۵ ژوئیه ۱۹۷۵ در بایکونور

نشان پایگاه فضایی بایکونور. بر روی آن به روسی نوشته شده: کُمپْلِکس بایکونور به معنی مجتمع بایکونور

پایگاه فضایی بایکونور (به روسی: Космодром Байконур) قدیمی‌ترین و یکی از بزرگ‌ترین تشکیلات پرتاب فضایی فعال در جهان است. این پایگاه رکورددار تعداد پرتاب‌های فضایی در جهان است. نخستین فضانورد جهان، از این پایگاه به فضا پرتاب شد.

## موقعیت مکانی
این پایگاه فضایی در منطقه‌ای بیابانی در نزدیکی شهر بایکونور و در ۲۰۰ کیلومتری شرق دریاچه آرال و شمال رود سیردریا و در جنوب کشور قزاقستان واقع شده‌است. ارتفاع این پایگاه از سطح دریا ۹۰ متر و طول و عرض محدودهٔ پایگاه به ترتیب ۹۰ و ۸۵ کیلومتر در زمینی به مساحت ۷ هزار کیلومتر مربع با مجموعه‌ای از سکوهای پرتاب و آشیانه راکت‌ها است.

## ساخت
پایگاه فضایی بایکونور در دههٔ ۱۹۵۰ برای اجرای بخشی از برنامه فضایی اتحاد جماهیر شوروی ساخته شد. دانشمندان شوروی در استپ‌های جنوب قزاقستان، در طول رودخانه سیردریا در ۳۰ کیلومتری شهر تیورتام که جمعیت کمی داشت یک منطقه وسیع بایر و مسطح را برگزیدند.
این منطقه، یک خط آهن محلی برای جابجایی مسافر و بار داشت که پیشتر برای استفاده زمین‌شناسان و اکتشاف نفت خام ساخته شده بود. شوروی با توسعه این خط آهن، امکانات لازم برای ساختن و سوار کردن تسهیلات و احداث سکوهای پرتاب به این منطقه را فراهم کرد. همچنین بزرگ‌ترین گودال مصنوعی در کره زمین با۲۵۰ متر طول، ۱۰۰ متر عرض و ۴۵ متر عمق ساخته شد تا شعله‌های آتشی و دودی را که هنگام پرتاب از بزرگ‌ترین راکت متصاعد می‌شود مهار کند.
ساخت پایگاه فضایی بایکونور باعث شد شهر تیورتام به تدریج اهمیت پیدا کند. شوروی برای این که آمریکا نتواند این فعالیت‌ها را ردیابی کند نام شهر تیورتام را با نام شهر دیگری که در فاصله چند صد کیلومتری قرار داشت عوض کردند.
مرکز فضایی بایکونور در ۲ ژوئن ۱۹۵۵ میلادی بنیان‌گذاری شد. شوروی در ابتدا از این مرکز برای پرتاب موشک‌های قاره‌پیمای آر-۷ استفاده می‌کرد. در ۵ می ۱۹۵۷ میلادی نخستین موشک آر-۷ آماده پرتاب بود. پس از موفقیت در ساخت این مرکز، روس‌ها به فکر گسترش این پایگاه به عنوان یک پروژه عظیم ملی افتادند و این پایگاه را به پایگاهی برای رفتن به فضا تبدیل کردند.

## نخستین‌ها
در سال ۱۹۵۷ اسپوتنیک-۱ نخستین ماهواره ساخت بشر از این پایگاه با موفقیت به دور مدار کره زمین فرستاده شد.
در سال ۱۹۶۱ یوری گاگارین نخستین فضانورد جهان بود که با فضاپیمای  وستوک-۱ از این پایگاه وارد فضا شد. یکی از پرتابگاه‌های آن به نام «پرتابگاه گاگارین» محل پرتاب یوری گاگارین نامگذاری شده است.
در سال ۱۹۶۳ والنتینا ترشکوا نخستین زن فضانورد جهان، سفر فضایی خود را از پایگاه بایکنور آغاز کرد.

## امروز
از هنگام برچیده شدن برنامه شاتل فضایی در سال ۲۰۱۱ این پایگاه تنها سکوی پرتاب به مقصد ایستگاه فضایی بین المللی است.
از سال ۱۹۹۴ این مرکز توسط روسیه تا سال ۲۰۵۰ میلادی با مبلغ سالیانه ۷ میلیارد روبل (۱۱۵ میلیون دلار) اجاره شده‌است و مدیریت آن را سازمان فضایی فدرال روسیه (روسکوسموس) بر عهده دارد.